# Expédition du Solide

Itinéraire de l'expédition : 1. Marseille, 2. îles du Cap-Vert, 3. îles Marquises, 4. archipel Alexandre, îles de la Reine-Charlotte, île de Vancouver, 5. Hawaï, 6. Macao, 7. île Maurice

L'expédition du Solide (1790-1792) est la deuxième circumnavigation réussie par des Français, après celle de Bougainville. Elle reste méconnue, car elle visait avant tout un but commercial : la traite des fourrures entre la côte Nord-Ouest de l'Amérique et la Chine.
L'expédition est dirigée par le navigateur français Étienne Marchand (1755 - 1793).

## Préparation de l'expédition

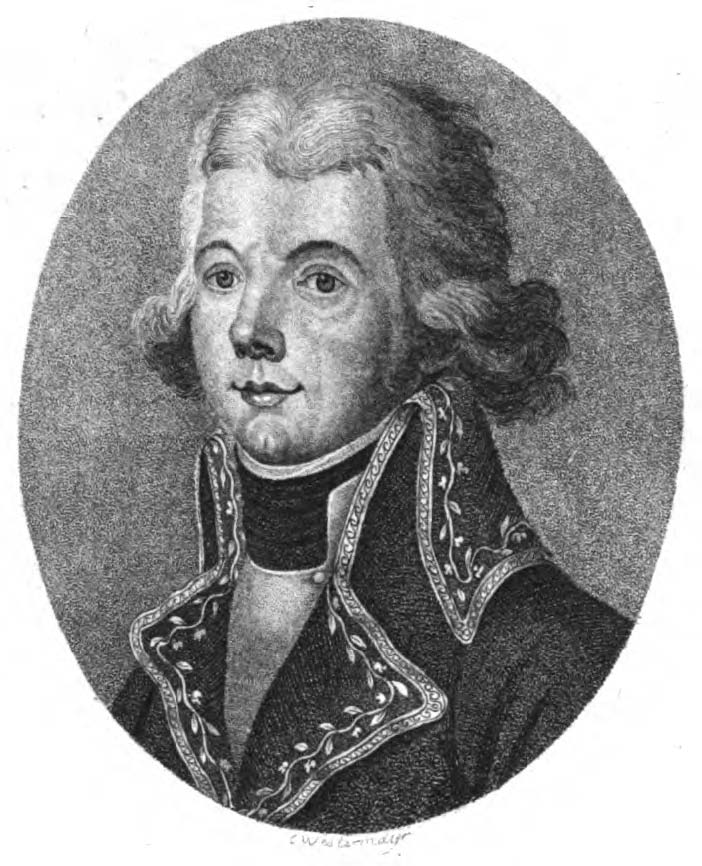
Étienne Marchand

Marchand est né en 1755 dans l'île de la Grenade, aux Antilles. 
En 1789, il est capitaine d'un navire de commerce, et rentre du Bengale où il se livre au commerce des épices et du thé.
Lors d'une escale dans l'ile de Sainte-Hélène, il rencontre Nathaniel Portlock (en), un autre marchand, ancien compagnon de James Cook, qui revient de faire la traite des fourrures sur la côte nord-ouest de l'Amérique du Nord.
Ce commerce avait été initié lors du dernier voyage de l'explorateur britannique. Il avait amassé des fourrures de loutres de mer sur les côtes des actuels Colombie-Britannique et Alaska, et avait entamé la traversée de l'océan Pacifique. Après sa mort aux iles Hawaï, son équipage avait continué le voyage jusqu'en Chine, où les peaux avaient pu être vendues avec beaucoup de profit, les mandarins voulant à tout prix de la peau de loutre pour leurs habits de cour. Une fois rentrés en occident, les marins de Cook firent connaître leur bonne fortune, et cela attira l'attention d'armateurs privés qui montèrent des expéditions de traite de pelleterie.
Lorsque Étienne Marchand arrive à Marseille, il cherche des investisseurs pour se lancer à son tour dans l'aventure de la fourrure.
Il trouve les frères Jean et David Baux, qui font construire rapidement un navire pour l'occasion : Le Solide, de vingt-trois mètres de long sur huit de large, doublé en cuivre, qui jauge trois cents tonneaux, et accueille un équipage de 50 hommes.
Marchand en est le capitaine. Avec lui naviguent ses seconds Pierre Masse et Prosper Chanal, et le chirurgien Claude Roblet. Dès le mois de juin 1790, le Solide est prêt à appareiller. Mais des incidents éclatent entre le Royaume-Uni et l'Espagne, qui revendiquent tous deux la baie de Nootka, en plein milieu de la zone d'échanges de fourrures, et incitent Marchand à retarder le départ.

## Le voyage
C'est finalement le 14 décembre 1790 que le navire quitte le port de Marseille.
Après un ravitaillement aux îles du Cap-Vert, Marchand décide de ne plus faire d'escale, afin d'éviter que ses intentions finissent par arriver aux oreilles des Espagnols. Il contourne donc le continent sud-américain par le Cap Horn sans toucher terre une seule fois.
Mais il a besoin de se ravitailler en eau potable. Plutôt que d'aborder le continent, il choisit de se diriger vers les îles Marquises, dont la position est connue grâce à l'Espagnol Álvaro de Mendaña en 1595, et plus récemment au deuxième voyage de James Cook en 1774. Il atteint l'archipel le 12 juin 1791. Deux jours plus tard, il jette l'ancre dans la baie Madre de Dios dans l'ile de Tahuata, où il rencontre et commerce avec les Marquisiens.
Le 20, le Solide repart vers le nord. Le lendemain, il arrive en vue d'une île qui ne figure sur aucune carte. Marchand croit avoir découvert une nouvelle terre. Il ignore que, deux mois plus tôt, le navigateur américain Joseph Ingraham croisait dans les mêmes eaux. C'est l'île de Ua Pou, que l'Américain avait nommé Adams, et que Marchand baptise de son propre nom. Néanmoins, Ingraham n'y avait pas débarqué. 
Il jette l'ancre au large de la côte occidentale de l'île, tandis qu'il envoie son second Masse à terre, dans la baie de Vaieo. C'est le premier contact entre un occidental et les Marquisiens de cette île, et le nom choisi par Étienne Marchand pour cette crique, Baie du Bon Accueil, prouve que cette rencontre s'est déroulée sous de bons auspices. Dès le jour suivant, Marchand décide d'ailleurs de se rendre lui-même à terre, cette fois dans la baie de Hakahetau. Là, il prend possession de l'île au nom du roi Louis XVI, et nomme cette baie Baie de la Possession.
Après Ua Pou, il découvre les autres îles du groupe nord des Marquises, Nuku Hiva, Ua Huka, Hatu Iti, Eiao et Hatutu. Il leur donne des noms tirés de son expédition, respectivement Île Baux en l'honneur de son financier, Île du Solide, Deux Frères car Hatu Iti est formé de deux petites iles, Masse, et Chanal. L'ensemble de ces îles est baptisé Îles de la Révolution, celle-ci battant son plein lors de son départ de Marseille.
Réapprovisionné, Étienne Marchand quitte les Marquises pour l'Amérique du Nord. Mais la saison estivale étant trop avancée, il choisit de ne pas aller plus au nord que la région de Sitka. Là, il commerce avec les tribus Tlingit, auxquelles il achète plus d'une centaine de peaux de loutres de mer. Le chirurgien Roblet note des signes de variole dans la population, qui se trouve depuis quelques années au contact des Russes, qui s'implantent peu à peu en Alaska, et des marins Occidentaux.
Marchand décide ensuite de descendre vers le sud pour continuer à commercer. Le 22 août, le Solide arrive dans les îles de la Reine-Charlotte. Il envoie son second, Chanal, reconnaître les îles à bord d'une barge. Il explore la région, nommant quelques lieux toujours existant aujourd'hui, comme Port Louis et Port Chanal. Mais il ne rencontre pas beaucoup de Haïdas, les Amérindiens habitant cette région. On lui fait comprendre qu'ils sont partis chasser. Cela, plus le fait qu'il en découvre habillés de vêtements occidentaux, lui laisse à penser que d'autres marchands sont passés là avant lui et ont raflé les peaux disponibles. Le dernier en date, deux mois auparavant, devait être Joseph Ingraham, qui les avait déjà précédés aux Marquises.
Le capitaine décide de ne pas rester plus longtemps dans ces eaux, et descend encore un peu plus vers le sud. Il atteint l'île de Vancouver le 4 septembre, où il se procure encore quelques fourrures, avant de partir vers la Chine le 8.
Le Solide traverse rapidement le Pacifique, en onze semaines seulement, via Hawaï.

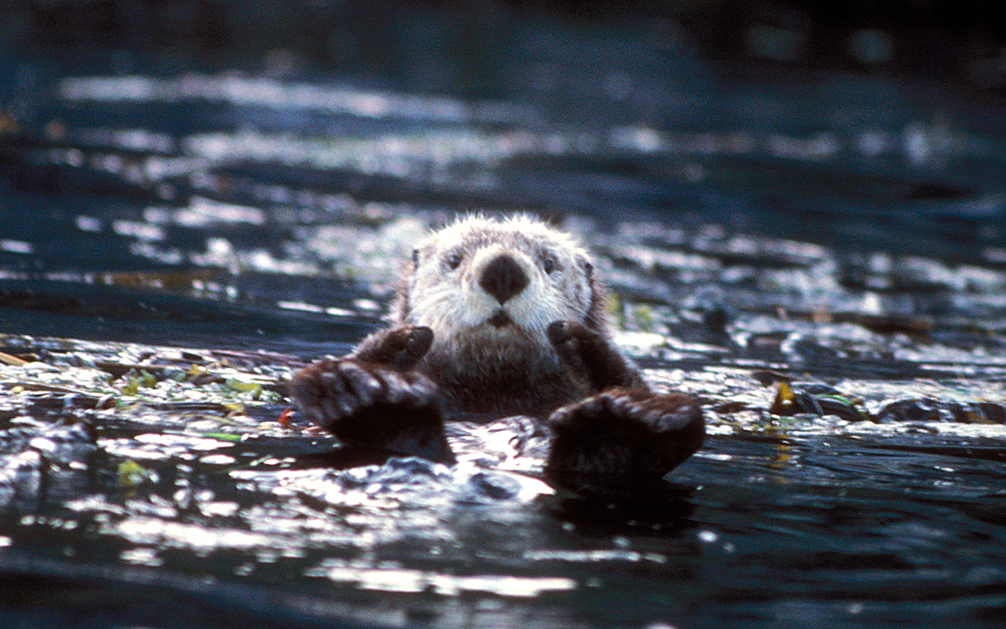
La loutre de mer, raison d'être de l'expédition

Le 25 novembre, Étienne Marchand atteint Macao. Il y découvre d'autres navires occidentaux, venus comme lui vendre leurs pelleteries. Parmi eux, Joseph Ingraham, qu'il avait suivi sans le savoir dans plusieurs endroits du Pacifique. L'Américain est malade et le chirurgien Claude Roblet est dépêché sur le Hope pour le soigner.
Tous ces marchands sont bloqués dans la même situation : à la suite d'un accord avec la tsarine Catherine II, l'empereur de Chine Qianlong a ordonné que l'importation de fourrures soit exclusivement réservée aux Russes.
Plutôt que d'attendre une hypothétique reprise, le Français préfère retourner avec ses peaux en Europe. Il reprend la mer dès le 6 décembre.
Le Solide ayant essuyé quelques tempêtes, et après un an de navigation, jette l'ancre pour réparation à l'île de France (actuelle île Maurice, alors française), où il reste onze semaines. Finalement, il est de retour à Marseille le 30 août 1792, vingt mois après son départ de France. Mais la situation que Marchand découvre alors est encore pire que celle de Macao : la Révolution a tourné à la Terreur, et une cargaison de fourrures, marchandise plutôt destinée aux nobles ou aux riches bourgeois, n'est pas vue d'un bon œil... Les frères Baux, propriétaire des peaux, se les font confisquer à Lyon.
Étienne Marchand est néanmoins accueilli avec les honneurs : le gouvernement lui offre le commandement d’un navire de guerre et les Marseillais celui de la Garde Nationale. Mais Marchand préfère refuser. Il aurait préféré se retirer aux Mascareignes, loin de la métropole et de sa Révolution, ou il serait mort le 15 mai 1793 à l'île Bourbon (aujourd'hui La Réunion).
Le chirurgien du Solide, Claude Roblet, suivra le même chemin, s'établissant à l'île Maurice, où l'on trouve encore aujourd'hui ses descendants. Cette version de la mort de Marchand est néanmoins contestée aujourd'hui, une lettre post-mortem ayant été retrouvée aux Archives départementales des Bouches-du-Rhône. 
Quant aux fourrures, raison d'être de l'expédition, elles furent finalement rendues aux frères Baux, qui les envoyèrent à Lyon pour y être vendues. Mais la ville est assiégée et bombardée à l'été 1793. Le fourrures sont mises sous scellés, oubliées et finissent mitées et "mangées par les vers" à cause des mauvaises conditions dans lesquelles elles avaient été entreposées.

## Bilan de l'expédition

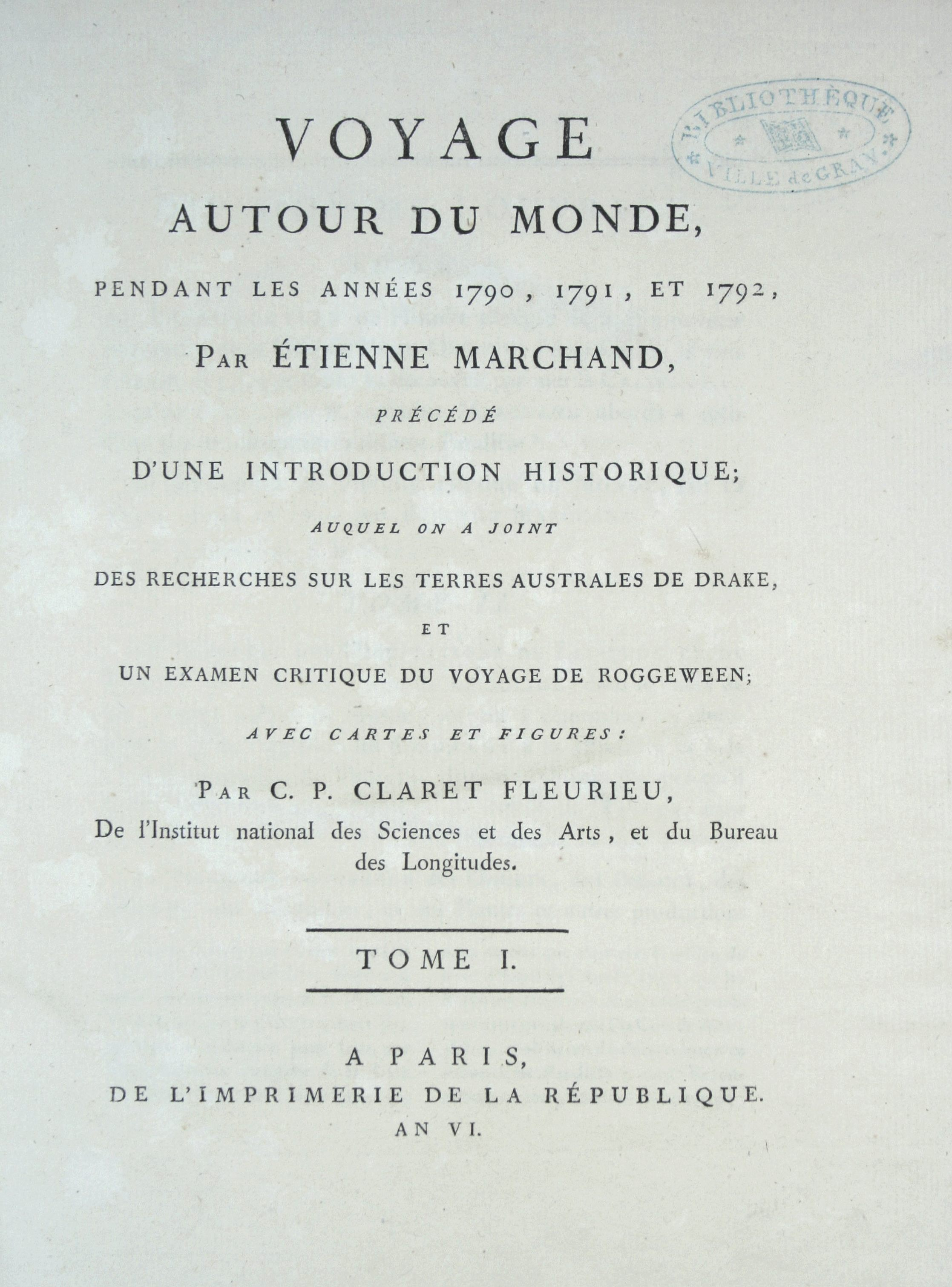
Voyage d'Étienne Marchand par Fleurieu (exemplaire de la bibliothèque patrimoniale de Gray)

D'un point de vue financier, le voyage fut un échec complet. Le contexte international s'est révélé particulièrement défavorable à l'entreprise : une trop forte concurrence avec les autres marins occidentaux et les Russes, une interdiction de commercer avec les Chinois, et la Révolution au retour en France…
Il fut en revanche une réussite d'un point de vue scientifique. Les carnets de voyages de Chanal et Roblet ont permis de mieux connaître les Marquisiens de Ua Pou, les Tlingit de Sitka et les Haidas des îles de la Reine Charlotte, et constituent un témoignage précieux de la vie des Polynésiens et Amérindiens de cette époque. Chanal a également cartographié avec précision la côte sud-ouest de l'île Graham, et la connaissance géographique des îles Marquises et de la côte nord-ouest des Amériques a beaucoup progressé.
Au point de vue navigation, il fut également couronné de succès, avec un voyage très rapide pour l'époque : vingt mois, dont seize seulement de navigation, le tout sans chronomètre de marine pour mesurer la longitude. Un seul mort fut à déplorer, d’une attaque d’apoplexie.
À son retour, le Journal de bord de Marchand est resté ignoré, tandis que Charles Pierre Claret de Fleurieu faisait connaître en 1798 le voyage du Solide à partir du Journal du Second de Chanal, et de celui de Roblet. Fleurieu, qui avait préparé l'Expédition de La Pérouse, récrivit le voyage du Solide, en ajoutant ses propres commentaires.

## Sources et bibliographie
- Voyage autour du monde, pendant les années 1790, 1791, et 1792 par Étienne Marchand … Paris 1798 (en ligne sur Google Books:  raconté par Charles-Pierre Claret de Fleurieu en 5 volumes : T.1 (chap. I à III) ; T. 2 (chap. IV à IX -1809) ;  T. 2 bis ; T. 3 ; T. 4 ; T. 5 .
- Exposition Marseille, Marchand, Marquises
- Odile Gannier et Cécile Picquoin, Le Voyage du Capitaine Marchand. Les Marquises et les îles de la Révolution, Papeete, Au Vent des îles, 2003
- Odile Gannier et Cécile Picquoin « Journal de bord d’Étienne Marchand. Le voyage du Solide autour du monde (1790-1792) », Loxias ;  Loxias 10 Doctoriales II [lire en ligne]
- Odile Gannier et Cécile Picquoin, Journal de bord d’Étienne Marchand. Le voyage du "Solide" autour du monde (1790-1792), CTHS, 2005
- Odile Gannier, « Consigner l'événement : les journaux du Voyage de Marchand (1790-1792) et les Isles de la Révolution », Annales historiques de la Révolution française, no 320 (2000 no 2), p. 101-120, [lire en ligne]
- Gilles Bounoure, « « Odile Gannier et Cécile Picquoin, Journal de bord d’Étienne Marchand. Le voyage du Solide autour du monde (1790-1792) » », Journal de la Société des Océanistes, 125 -2,‎ 2007 (lire en ligne)
- Journal du chirurgien Claude Roblet ( Archives nationales, Marine JJ 390) extraits en ligne
- (en) Joseph Ingraham's journal of the brigantine Hope on a voyage to the northwest coast of North America, 1790-92
- Joseph Boniface, « Le premier tour du monde par le Drapeau tricolore », Provence historique, no 3, volume 1, 1951, p. 162-178 [lire en ligne]